# Ibolya Dávid
Ibolya Dávid (ur. 12 sierpnia 1954 w Baja) – węgierska prawniczka i polityk, parlamentarzystka, minister sprawiedliwości w rządzie Viktora Orbána (1998–2002), od 1999 do 2010 przewodnicząca Węgierskiego Forum Demokratycznego (MDF).

## Życiorys
W 1981 ukończyła studia prawnicze na Uniwersytecie w Peczu. W 1985 zdała egzamin korporacyjny, po czym podjęła praktykę w zawodzie adwokata. Początkowo zatrudniona w zespole adwokackim w Tamási, w 1991 założyła prywatną kancelarię prawniczą.
W 1989 przystąpiła do Węgierskiego Forum Demokratycznego. W 1990 po raz pierwszy uzyskała mandat posłanki do Zgromadzenia Narodowego z ramienia MDF. Z powodzeniem ubiegała się o reelekcję w wyborach w 1994, 1998, 2002 i 2006, zasiadając w węgierskim parlamencie do 2010. Od lipca 1998 do maja 2002 sprawowała urząd ministra sprawiedliwości w pierwszym gabinecie Viktora Orbána. Od 1993 do 1997 kierowała MDF w komitacie Tolna. W styczniu 1999 została wybrana na przewodniczącą swojego ugrupowania. Pełniła tę funkcję przez ponad 11 lat. Ustąpiła w kwietniu 2010, gdy MDF w wyniku wyborów znalazło się poza parlamentem.
Odznaczona Komandorią Legii Honorowej (2003).